# Stadsbrand van Paramaribo (1821)

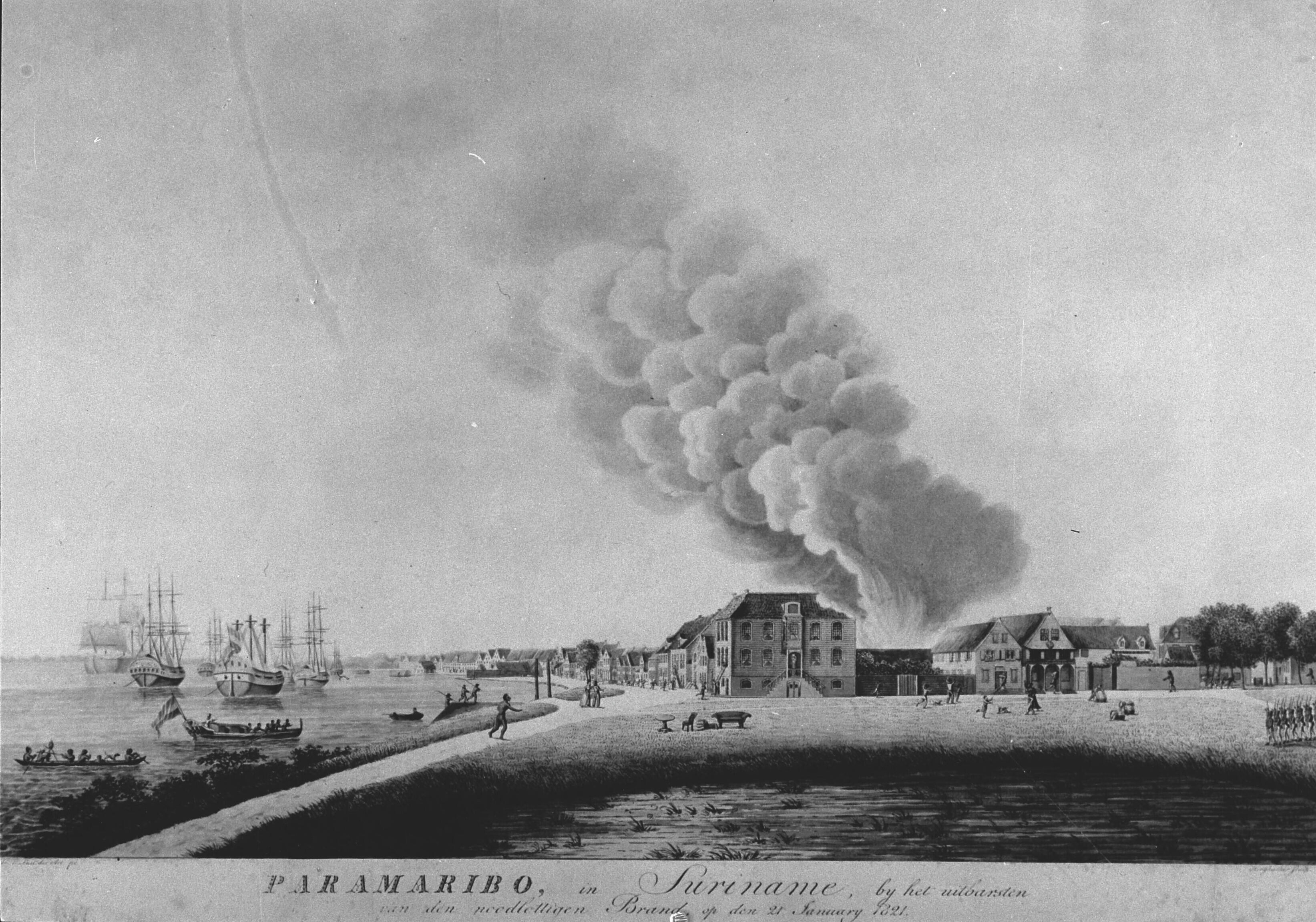
In 1821 woedde de brand over het Gouvernementsplein en de Waterkant. Naar een aquarel van G. Mabé.

De stadsbrand van 1821 behoort met de stadsbrand van 1832 tot de grootste branden die Paramaribo (Suriname) hebben geteisterd. Het noordelijk deel van het centrum werd in de as gelegd. De brand zou niet met opzet zijn ontstaan. De heropbouw duurde vele jaren.

## Brand
Op zondag 21 januari 1821 brak er op het achtererf van een van de panden op de hoek van de Waterkant en het Gouvernementsplein (het huidige Onafhankelijkheidsplein) brand uit. Vanaf dit achtererf sloeg het vuur over naar een achterliggend pakhuis, waarna het door de wind werd aangewakkerd. In totaal werden 400 woningen en 800 pakhuizen en bijgebouwen door het vuur verwoest. Het aantal slachtoffers bleef beperkt tot vier.
Een groot deel van de panden aan de Waterkant, onder andere het groene huis van de Engelse koopman William Leckie (1779-1824) en het Hoekhuis van rechter Adriaan François Lammens, Waterkant 2, met diens collectie botanische tekeningen van Gerrit Schouten, ging verloren. Enkel de stenen funderingen overleefden de brand. Ook een aantal openbare gebouwen vielen aan de vlammen ten prooi, zoals de schouwburg, de Waag en het weeshuis. Twee kerken gingen verloren: de Hervormde koepelkerk op het Kerkplein uit 1810 met daarin monumenten voor de gouverneurs De Friderici en Bentinck en de (huis)kerk van de katholieken. De puinhopen bleven nog acht dagen nasmeulen.
Luitenant-cartograaf G. Mabé maakte een tekening van de stadsbrand, die vervolgens als prent werden gepubliceerd. Op een van deze prenten is het Hoekhuis van Lammens prominent in beeld en is te zien dat er huisraad op het toenmalige Gouvernementsplein werd gestald in de hoop nog iets te redden.

## Getroffen straten
| Geheel | Gedeeltelijk |
| --- | --- |

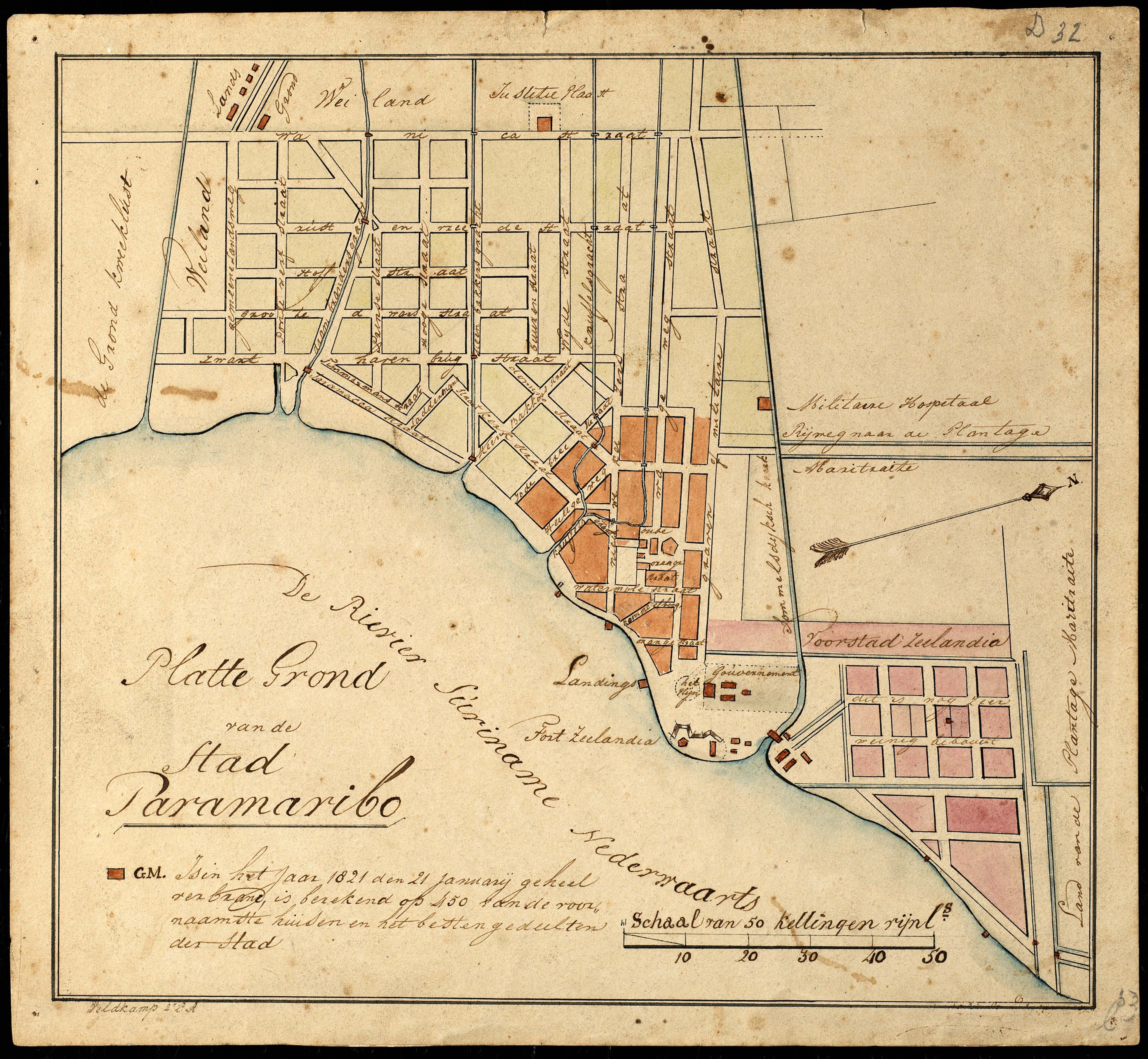
Plattegrond van Paramaribo met daarop in oranje het gebied dat door de brand getroffen werd.

| - Heiligenweg - Knuffelsgracht - Mr. Dr. J.C. de Mirandastraat (toen Oranjestraat) - Kromme Elleboogstraat - Watermolenstraat - Oude Hofstraat - Grote Hofstraat - Kerkplein - Grote Kerkstraat - Korte Kerkstraat - Noorderkerkstraat | - Waterkant - Onafhankelijkheidsplein - Henck Arronstraat - Mr. F.H.R. Lim A Postraat (toen Heerenstraat) - Keizerstraat - Domineestraat - Maagdenstraat - Jodenbreestraat - Wagenwegstraat - Klipstenenstraat - Malebatrumstraat - Neumanpad |

## Heropbouw
Mede dankzij financiële steun uit (groot) Nederland werden de houten panden weer opgebouwd op de overgebleven stenen funderingen. Dit was een proces van vele jaren. Wegens het economische belang werd de herbouw van de Waag als een van de eerste gebouwen aangepakt; in 1824 was het nieuwe gebouw gereed. Het hoekhuis van Lammens werd uiteindelijk ook herbouwd, dit keer met de gevel richting de rivier in plaats van richting het plein. De nieuwe Centrumkerk van de Hervormden kwam gereed in 1833. Via legaten en schenkingen, onder meer uit het bisdom Mechelen, kochten de katholieken in 1826 het Joods theater (De Verreezene Phoenix) aan de Gravenstraat en verbouwden dit tot hun kerk, waar overheen in 1883 de huidige kathedraal werd gebouwd.